# Сангаре, Мамади
Мамади́ Сангаре́ (фр. Mamadi Sangare; род. 4 декабря 1982, Комсар, Боке или Конакри) — гвинейский футболист с украинским гражданством, защитник.
Начал профессиональную карьеру в гвинейском АСК. В 2001 году переехал на Украину, где играл за клубы ЦСКА (Киев) и «Систему-Борекс». В 2005 году женился на украинке и получил украинское гражданство. После играл за молдавский «Нистру», черниговскую «Десну» и казахстанский «Атырау». Зимой 2010 года перешёл в симферопольскую «Таврию», а летом этого-же года перешёл в команду «Львов». С июля 2013 года является футболистом ФК «Авангард» из города Краматорск.

## Биография
До 2001 года выступал за гвинейский клуб «АСК» из родного города Конакри. Зимой 2001 года приехал на просмотр вместе с двумя соотечественниками на просмотр в киевский ЦСКА, после того как Мамади нашли селекционеры клуба. Из трёх гвинейцев контракт подписал только Мамади Сангаре. Вначале он играл за ЦСКА-2 и «Систему-Борекс». В сезоне 2004/05 стал основным игроком ЦСКА в Первой лиге. Зимой 2006 года стал свободным агентом, после чего выступал за любительские клубы «Антарес» (Мироновка) и «Грань» (Бузова).
Летом 2006 года перешёл в молдавский «Нистру» из города Отачь. В команде в чемпионате Молдавии сыграл 39 матчей и забил 3 гола. Летом 2007 года сыграл 2 матча в квалификации Кубка УЕФА против венгерского «Гонведа». Вместе с командой дважды становился бронзовым призёром чемпионата Молдавии. Зимой 2008 года перешёл в черниговскую «Десну» на правах свободного агента, став первым легионером из Африки в клубе. В команде провёл год, в Первой лиге сыграв 31 матча и забил 1 гол, также стал любимцем местных болельщиков. Зимой 2009 года покинул «Десну».
Затем перешёл в казахстанский клуб «Атырау» из одноимённого города. В составе команды выиграл Кубок Казахстана 2009. Сангаре вошёл в символическую сборную чемпионата Казахстана 2009.
В феврале 2010 года подписал годичный контракт с симферопольской «Таврией», получил 44 номер. По ходу сезона 2009/10 Сангаре так и не сыграл за «Таврию» в Премьер-лиге Украины. Мамади провёл 10 матчей в молодёжном первенстве. В июне 2010 года поехал на учебно-тренировочный сбор в Евпаторию. В победном для «Таврии» товарищеском матче против команды «ИС-Сервис» (4:0), Мамади забил гол. Позднее Сангаре получил статус свободного агента. Затем находился на просмотре в клубах «Севастополь» и «Львов».
В июле 2010 года подписал контракт с клубом «Львов». Всего за «Львов» играл на протяжении полугода и провёл 12 матчей в Первой лиге, также сыграл в 1 матче Кубка Украины. В начале 2011 года покинул команду из-за финансовых проблем клуба вместе с большим количеством одноклубников.
Затем он побывал на просмотре в казахстанском «Кайсаре», где главным тренером был Альгимантас Любинскас, бывший главный тренер «Львова». Не подойдя «Кайсару» подписал контракт с клубом «Окжетпес» из города Кокшетау, выступающим в сезоне 2011 в Первой лиге Казахстана. С января по февраль 2012 года находился в стане ялтинской «Жемчужине». В марте 2012 года на правах свободного агента перешёл в клуб Второй лиги Украины «Динамо» (Хмельницкий).

## Личная жизнь
Сангаре кроме родного французского языка, хорошо знает русский язык. Вскоре после приезда на Украину он познакомился со своей будущей женой Еленой в кафе, которая на тот момент была вратарём гандбольной команды ирпеньской «Нафкомакадемии» и тренировалась на базе киевского ЦСКА, они познакомились и начали встречаться. Через 3 года у них родилась дочь, её назвали Николь. В июле 2005 года Сангаре и Елена поженились, в день свадьбы молодожёны побывали на приёме у президента Украины Виктора Ющенко. Также в 2005 году Мамади Сангаре получил украинское гражданство. В августе 2013 года женился во второй раз на гвинейке. При этом, по словам самого Мамади, с Еленой официально они не развелись.

## Достижения
- Бронзовый призёр чемпионата Молдавии (2): 2006/07, 2007/08
- Обладатель Кубка Казахстана: 2009